# Verron Haynes
(en) Statistiques sur pro-football-reference
Verron Ulric Haynes (prononcé en anglais : [vəˈrɒn]) est un joueur trinidado-américain de football américain, né le 17 février 1979. Il évolue au poste de running back en National Football League avec les Steelers de Pittsburgh de 2002 à 2007, puis avec les Falcons d'Atlanta en 2009. Il remporte le Super Bowl XL avec les Steelers.

## Biographie et carrière
Né à Trinité-et-Tobago, Haynes emménage à New York à l'âge de 7 ans, puis il s'installe à Atlanta, où il joue au football américain pour North Springs High School (en). Son père, Ulrich « Buggy » Haynes, joue dans l'équipe de Trinité-et-Tobago de football (soccer),.

### Steelers de Pittsburgh
Après trois saisons de football américain universitaire à l'université de Géorgie, Haynes est choisi par les Steelers de Pittsburgh au cinquième tour de la draft 2002 de la NFL (166e choix au total). Au cours des cinq premières saisons avec les Steelers, de 2002 à 2006, il gagne 660 yards en 159 courses (4,2 par course en moyenne) et trois touchdowns, ainsi que 332 yards en 39 réceptions (8,3 par réception en moyenne) et capte deux touchdowns, dont un lancé par Antwaan Randle El. Il manque la quasi-totalité de la 2006 à cause d'une blessure au genou.
Le 1er mars 2007, il est coupé par les Steelers pour libérer une place de l'espace salarial. Il signe à nouveau avec l'équipe le 4 juin 2007. Il est libéré une deuxième fois le 1er septembre 2007, avant de resigner le 24 décembre 2007 quand le running back titulaire Willie Parker est classé réserviste blessé.

### Falcons d'Atlanta
Haynes signes avec les Falcons d'Atlanta le 29 avril 2009.
Il est libéré le 5 décembre 2009 puis resigne avec les Falcons le 8 décembre 2009.